# Liste des gouverneurs du Kongo-central
Liste des personnes qui ont exercé la charge de gouverneur de la province du Kongo central (anciennement appelé Bas-Congo) depuis 1962.
- Faustin Vital Moanda	1962–1966 (décédé)
- Paluku Denis	1966–1967
- Luakabuanga Francois 1967–1968
- Ndala  Bruno 1968–1969 (décédé)
- Kaniki Tshambuyi Anaclet 1969–1970
- Derikoye Tita Ngindo Marcel 1970–1972 (décédé)
- Boji Ntole Dieudonne	 1972–1972
- Nzuzi Wa Mbombo Catherine 1972–1975
- Loposo Nzela Balombe 	1975–1976
- Efambe Y'Olenga 1976–1977
- Ilunga Mubabinge 1977–1978
- Tshiamala Tshingombe 1978–1980
- Makolo Jibikilayi 1980–1980
- Zamundu Alphonse 1980–1981
- Malumba Mbangula 1981–1983
- Makolo Jibikilay 1983–1986
- Tshiala  Muana 1986–1988
- Kakule Mbayingana 1988–1989
- Mpambia Musanga Bekaja 1989–1990
- Moleka Nzulama Timothee 1990–1991
- Me Bieya  Mbaki 1991–1997 (décédé)
- M'Vuma Ngeti (gouverneur A.I)
- Joseph Mbenza Thubi 1997–1997 (décédé)
- Vice Amiral Liwanga (1997–1997) 1 mois
- Leonard Fuka Unzola 1997–1998 (décédé)
- Dr Seraphin Bavuidi  Babingi	 1998–2001
- César Tsasa-di-Ntumba 2002–2004, et 2004–octobre 2006 (décédé)
- Jacques Mbadu Nsitu depuis octobre 2006 dcd (1)
- Mbatshi Batshia et Deo Nkusu Kunzi Bikawa (vice gouverneur) février 2007-2012
- Deo Nkusu Kuzi Bikawa 2012-2013 (gouverneur intérimaire), élu député national en 2018
- Jacques Mbadu Nsitu, mort le 19 juillet 2018] ; Atou Matubuana intérimaire 20 juillet 2018-2020.
- Atou Matubuana Nkuluki , élu le 10 avril 2019-2020 et Justin Luemba Makoso vice gouverneur/gouverneur intérimaire 5 septembre 2021 à ce jour .
- Justin Luemba Makoso,
- Guy Bandu Ndungidi, Depuis le 9 mai 2022.
- Grace Bilolo, élu le 29 Avril 2024